# Panola
Panola je naziv za različne vrste ribiškega pribora, ki je v uporabi na vseh morjih sveta. Osnovni deli panole so ribiška vrvica, uteži, trnek in vaba. Na panulo se lovijo pelaške ribe roparice, ribolov s panulo pa se izvaja s premikajoče barke. Panulo se lahko naveže na plovilo, ali pa se jo uporablja na ribiški palici. Za lov različnih vrst rib si ribiči izdelajo različne panule, prav tako pa prilagodijo hitrost plovbe različnim ribam.

## Delitev
Panule v grobem delimo na: 
- Površinske panule - tovrstne panule so namenjene lovu do globine treh metrov, praviloma ob obali. Po večini se te panule uporablja za lov na iglice in druge ribe, ki se zadržujejo tik pod morsko gladino.

- Plitve panule - tovrstne panule so namenjene lovu v globinah od treh do desetih metrov.

- Globoke panule - tovrstne panule so namenjene lovu v globinah od desetih pa do tridesetih metrov.